# Arcelia
Arcelia es una localidad mexicana del estado de Guerrero  conocida cariñosamente por sus habitantes como “La Bella Morena Novia del Sol” o "La Puerta de Oro de Entrada a la Tierra Caliente". Se localiza en la región más seca del estado, la llamada Tierra Caliente, que es también la de mayor producción de frijol, ajonjolí, comba y sorgo, así como de naranja, lima, limón, melón y sandía (incluso buena parte de sus cosechas se exporta a otras regiones). Además de contar con una población de dieciséis mil habitantes aproximadamente.
Por un costado del pueblo, hacia el oriente, pasa la Carretera Federal 51, que comunica con Iguala y Ciudad Altamirano.

## Toponimia
El origen de la palabra Arcelia, proviene de la combinación del apellido Arce y el nombre propio Celia, el primero del militar Francisco O. Arce y el segundo de su esposa Celia, este nombre compuesto se le dio en honor y agradecimiento a su apoyo para que la entonces congregación de Arroyo Grande obtuviera la categoría de pueblo.

## Historia
El cronista de la región guerrerense de Tierra Caliente, Alfredo Mundo Fernández, en su obra "Crónicas de Tierra Caliente", afirma que Arcelia es una población relativamente nueva. En 1865, dice la citada obra, llega por esas tierras el joven Anastasio Salgado llevando su ganado. Después se casa y regresa a ese mismo lugar con su familia fundando la ranchería Terrero Hondo. 
En 1872, a esa ranchería se le llama Arroyo Grande por un arroyo cerca, y en 1889 se le cambia el nombre por Arcelia en honor del apellido del gobernador Francisco Otálora Arce y una jovencita que cortejaba el gobernador de nombre Celia. Pertenecía al municipio de Ixcatepec, Guerrero, pero se expide el decreto No.41 del 3 de noviembre de 1892 en que Arcelia pasa a ser la cabecera del municipio de su nombre, quedando el pueblo de Ixcatepec como un pueblo más del municipio. El decreto se aplica hasta el 1 de enero de 1893.
En 1998 se instala en Arcelia la Biblioteca del Proyecto Oztuma-Cutzamala, mediante el cual se descubren y difunden las guerras de 40 años entre la guarnición de diez mil jóvenes tarascos de Cutzamala y los aztecas de Oztuma, de 1480 a 1520.

## Demografía

### Población
Según los datos que arrojó el Censo de Población y Vivienda 2010 realizado por el Instituto Nacional de Estadística y Geografía (INEGI) con fecha censal del 12 de junio de 2010, la localidad de Arcelia contaba hasta ese año con un total de 18 685 habitantes, de los cuales, 9022 eran hombres y 9663 eran mujeres.

## Cultura y comercio
En cuanto a la elaboración de artesanías, se fabrican sombreros de alta calidad en el municipio de Tlapehuala, y huaraches en Ciudad Altamirano y Arcelia; la cerámica se trabaja en Ajuchitlán del Progreso, la orfebrería en Coyuca de Catalán, y en Ciudad Altamirano hay fábricas de jabón, tabique y teja.
- En Arcelia mucha gente de las comunidades aledañas se dedica a la siembra del maíz y las hortalizas tales como el frijol.

- Arcelia fue exportador de productos como mango, sandía, melón y papaya.

- Venta de Sombreros de Palma tejidos a mano por alfareros, así como el comercio de huarache de cuero con suela de caucho de neumático, que según el cronista, era "el tipo de calzado más usado por los hombres arcelences, muy cómodo y económico, que también forma parte de la cultura de Arcelia".
- La exposición municipal, en donde se presentan artículos de distintos ámbitos. La venta de trastos y cobijas, la venta de ganado bovino, la venta de alimentos, sección de juegos mecánicos, sección de puestos ambulantes y regionales. Dicha exposición suele ser: agrícola, artesanal, cultural y comercial.

- La feria del mes patrio en el centro de la ciudad que es organizada por un comité en pro del municipio y progreso del mismo. Los fondos recabados son benéficos para alguna causa o ayuda de determinado centro educativo.

- Arcelia es reconocida por haber dado lugar, en agosto de 2014, al estreno de la obra Xochicuicatl cuecuechtli en el teatro del Centro Cultural "El Tecolote".

## Clima
Es de tipo subhúmedo cálido, con una temperatura que oscila entre los 22 y los 34 °C; muy caluroso la mayor parte del año, con precipitaciones pluviales anuales entre 1100 y 1200 mm.

## Transporte
La gente de la cabecera municipal se transporta principalmente en motonetas. Pero existe una flotilla de taxis, camionetas y "combis" como transporte interno y hacia los pueblos cercanos.
Además cuenta con tres centrales de autobuses: Estrella Blanca- Costa Line y Estrella de Oro,  México Toluca Zinacantepec y Ramales.

## Turismo
Debido a su clima cálido es posible visitar la presa Vicente Guerrero todo el año y disfrutar de alguno de los balnearios. Además de saborear alguno de los exquisito platillos en su variedad de restaurantes: mojarras empapeladas, camarones al mojo de ajo acompañada de una refrescante "michelada". Como muchos pueblos de México, Arcelia tiene una gastronomía regional muy variada y exótica, algunos conocidos internacionalmente, como conejo al mojo de ajo, iguana en salsa verde, tejón en chile rojo, pichones al mojo de ajo, taco de chicatanas (hormigas voladoras) acitronadas con mantequilla, unas gotas de limón y un poco de sal.
También se puede disfrutar de un exquisito plato de shascua o de chipil, que se sirve con cebolla picada, chile verde picado y unas gotitas de limón, acompañados de tortillitas recién salidas del comal, y los jueves el tradicional pozole, conocido en todo el Estado, acompañado de un alegre trío con música regional. 
Para los deportistas, será interesante subir trotando el Cerro de la Cruz, desde donde se tiene una maravillosa vista del pueblo, sobre todo en verano. Otro de los cerros que rodean a la ciudad es el de Cristo Rey, en cuya cima se encuentra una pequeña capilla con esa imagen.
Asimismo, la unidad deportiva de Arcelia cuenta con canchas de básquet, futbol, voleibol y un frontón, así como una pista de atletismo.
El mes de enero se realiza la feria agrícola, ganadera, comercial y artesanal que año con año se lleva a cabo con expositores tanto regionales como nacionales. El evento da inicio con un colorido desfile de carros alegóricos en el que participan escuelas, clubes deportivos y oficinas.

## Infraestructura
Se puede pasar un rato excelente en la plaza pública de la ciudad, que tiene uno de los quioscos más hermosos de la región, semejante a un pagoda.
En uno de los lados de la plaza se encuentra el ayuntamiento y la iglesia principal, sin faltar la paletería, así como una estatua de cuerpo entero de Cuauhtémoc, último emperador azteca, y en la parte opuesta un busto de bronce del general Lázaro Cárdenas del Río.
El jardín de una de las entradas al pueblo cuenta con la estatua del revolucionario Emiliano Zapata, otra del insurgente Vicente Guerrero, y la cuarta, de una mujer sosteniendo una mazorca, representando a la mujer arcelense. Existen además en el centro de la localidad un busto del Benemérito de las Américas Benito Juárez García. 
El pueblo cuenta con una tienda Elektra, un Coppel y un Bodega Aurrerá.